# Ligeophila jamesonii
Ligeophila jamesonii är en orkidéart som beskrevs av Leslie Andrew Garay. Ligeophila jamesonii ingår i släktet Ligeophila och familjen orkidéer. Inga underarter finns listade i Catalogue of Life.